# Violant de Valois
Violant de Valois (Tours, 1434 - Chambéry, 1478) fou princesa de França i duquessa consort de Savoia (1465-1472).

## Orígens familiars
Nasqué el 23 de setembre de 1434 sent filla del rei Carles VII de França i la seva esposa Maria d'Anjou. Per línia paterna era neta del rei Carles VI de França i Elisabet de Baviera, i per línia materna del duc Lluís II d'Anjou i Violant d'Aragó. Fou germana del també rei Lluís XI de França.

## Núpcies i descendents
Es casà el 1452 a Clippe amb el futur duc Amadeu IX de Savoia. D'aquesta unió nasqueren:
- l'infant Lluís de Savoia (1453)
- la infanta Anna de Savoia (1455-1480), casada el 1478 amb el rei Frederic III de Nàpols
- l'infant Carles de Savoia (1456-1471), príncep del Piemont
- l'infant Filibert I de Savoia (1465-1482), duc de Savoia, comte d'Aosta i príncep del Piemont
- la infanta Maria de Savoia (?-1511), casada el 1476 amb el marcgravi Felip de Bade-Hachberg
- la infanta Lluïsa de Savoia (1462-1503), casada el 1479 amb Hug de Chalon
- l'infant Bernat de Savoia (1467)
- l'infant Carles I de Savoia (1468-1490), duc de Savoia, comte d'Aosta i príncep del Piemont
- l'infant Jaume Lluís de Savoia (1470-1485), marquès de Gex
- l'infant Joan-Claudi de Savoia (1472)

A la mort del seu marit va esdevenir regent del seu fill Filibert I. Va haver de fer front a les ambicions del seu cunyat, el duc Carles I de Borgonya. Tradicionalment els Savoia eren uns ferms aliats dels Borgonya, però ella veié perillar el futur dels seus fills per la qual cosa demanà ajuda al seu germà, Lluís XI de França. Tot i la seva ajuda Violant arribà a ser presa per Carles I de Borgonya, tot i que finalment va poder escapar-se.
Violant de Valois morí a Chambéry el 28 d'agost de 1478, i fou enterrada a Vercelli.